# Barco del tesoro
Un barco del tesoro (en chino, 宝船; pinyin, bǎochuán) es el nombre para un tipo de buque de madera comandado por el almirante chino Zheng He en los siete viajes a principios del siglo XV en la Dinastía Ming. Los estudiosos no están de acuerdo acerca de la exactitud de los datos y la interpretación correcta de las cuentas de los barcos del tesoro.
Las supuestas dimensiones de estas naves de 137 m (450 pies) de eslora y 55 m (180 pies) de manga hacen que tengan al menos el doble de eslora que las naves europeas más grandes a finales del siglo XVI, y son un 40% más largas y un 65% más anchas que cualquier otro barco de madera jamás construido.

## Cuentas de los barcos del tesoro

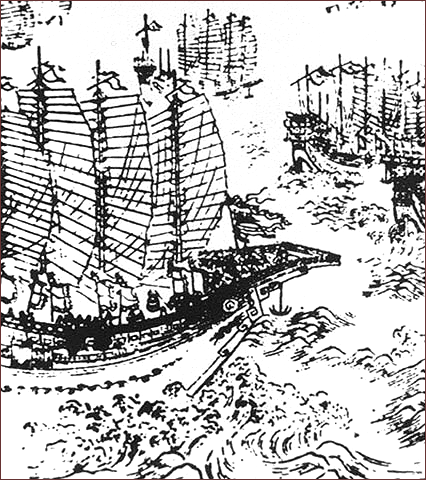
Impresión xilográfica china de principios del, que se cree representan los barcos de Zheng He.

La comprensión moderna de los buques se deriva del conocimiento teórico y empírico de las limitaciones técnicas de los barcos de vela de madera, los registros históricos chinos y las cuentas de los viajeros europeos que visitaron China en esta ocasión. Sin embargo, existe un debate académico sobre cómo estos registros deben ser interpretados. Algunos relatos indican los barcos del tesoro que pudieron haber aparecido por primera vez como antes de la Dinastía Song (宋朝) (960-1279). El análisis moderno de la forma y la estructura de estos buques se basa en el contemporario Tian Fei Jing (El Culto del Esposo celestial) y el Wubei Zhi (Los registros de Provisiones Militares y Armamentísticas).
Si las cuentas pueden ser tomadas como hechos, los galeones de Zheng He eran enormes barcos de mastodónticos con nueve mástiles y cuatro cubiertas, con capacidad para más de 500 pasajeros, así como una enorme cantidad de carga. Marco Polo e Ibn Battuta en sus cuentas traducidas describen que los buques de varios mástiles llevaban desde 500 hasta 1.000 pasajeros. Niccolò Da Conti, un contemporáneo de Zheng He, también fue un testigo presencial de los buques en el sudeste asiático, que afirma haber visto cinco juncos con mástiles pesando alrededor de 2000 toneladas que la flota de Zheng He incluyó a 300 barcos, incluyendo 62 barcos del tesoro, algunos de las cuales se dice que han sido de 137 m (450 pies) de largo y 55 m (180 pies) de ancho. Incluso hay algunas fuentes que afirman que algunos de los barcos del tesoro podrían haber alcanzado hasta 180 m (600 pies). En los barcos, había más de 28.000 personas, entre ellas navegantes, exploradores, marineros, médicos, trabajadores, y soldados. Los registros chinos afirman que la flota de Zheng He viajó mucho, navegando hasta el este de África.

## Descripción

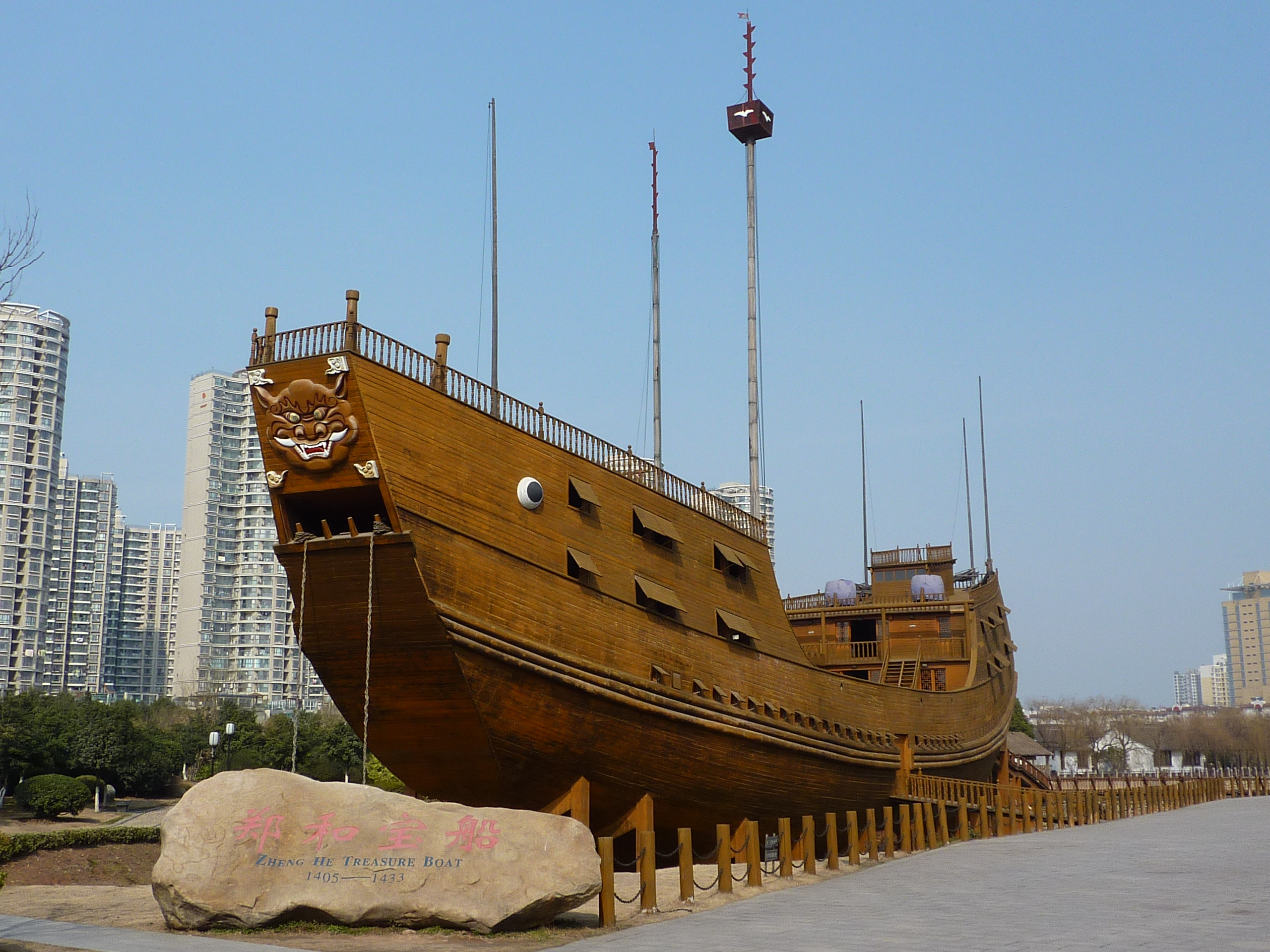
Un modelo estacionario de tamaño completo de un barco del tesoro "de tamaño medio" (63.25 m de largo) en el sitio de Astilleros de Barcos del Tesoro de Nanjing. Fue construido en 2005, con planchas de hormigón y madera

Los barcos del tesoro fueron registrados como de un tamaño de 44 zhang, 4 chi, dando el número 444. Esta no fue una coincidencia. Hay cuatro puntos cardinales, cuatro estaciones, y cuatro virtudes. El número cuatro era una asociación favorable para los barcos del tesoro. Algunos de los diques secos en Longjiang fueron de 27 a 36 m (90 a 120 pies) de ancho, pero dos fueron de 64 m (210 pies) de ancho, que es lo suficientemente grande como para construir un buque de 50 metros (166 pies) de ancho. En comparación con otros buques, los barcos del tesoro fueron amplios en relación con su longitud de típicos. Como resultado, se logró la estabilidad creada por el casco en forma de V, la quilla larga, y el lastre pesado. La quilla consiste en vigas de madera unidas con aros de hierro. En tiempos tormentosos, los agujeros en la proa parcialmente se llenarían de agua cuando la nave caiga hacia delante, disminuyendo así la violenta turbulencia causada por las olas. Los barcos del tesoro también utilizan anclas flotantes deshechas de los lados de la nave con el fin de aumentar la estabilidad. La popa tenía dos anclas de hierro de 2.5 m (8 pies) que pesaban más de mil libras cada uno, utilizadas para amarrar en la costa. Al igual que muchas anclas chinos, estas tenían cuatro aletas fijadas en un ángulo agudo contra el eje principal. Los compartimentos estancos también se utilizaron para aumentar la fuerza de los barcos del tesoro. Los barcos también tenía un timón compensado que podían subirse y bajarse, creando una estabilidad adicional como una quilla más. El timón balanceado colocado, como la mayoría de los timones, adelante del puesto de popa como detrás de ella, haciendo a los barcos grandes más fáciles de dirigir. A diferencia de los típicos fuchuan, los barcos del tesoro tenían nueve mástiles escalonados y doce velas cuadradas, aumentando su velocidad. Los barcos del tesoro también tenían 24 cañones de bronce fundido con un alcance máximo de 240 a 275 m (800-900 pies). Sin embargo, los barcos del tesoro se consideraron buques de lujo en lugar de buques de guerra. Por lo tanto, carecían de plataformas elevadas de los fuchuan o tablones extendidos utilizados para la batalla.

## Críticas
Algunos estudiosos sostienen que es muy poco probable que el barco de Zheng He tuviera 450 pies (137,2 m) de longitud, algunos estiman que tenía 110-124 m (390-408 pies) de largo y 160 a 166 pies de ancho, mientras que otros los ponen como de 61-76 m (200-250 pies) de longitud, ya que en los buques de los períodos históricos posteriores se acerca el tamaño de extrema reclamada por los barcos del tesoro (como el HMS Orlando y la goleta Wyoming) eran difíciles de manejar y visiblemente ondulados con las olas, incluso con tirantes de acero.
Una explicación para el tamaño aparentemente ineficiente de estos barcos colosales fue mayor que los barcos del tesoro de 44 de Zhang que se usaron solamente por el emperador y los burócratas imperiales para viajar a lo largo del Yangtsé por asuntos judiciales, incluida la revisión de la flota de expedición de Zheng He. El río Yangtze, con sus aguas más tranquilas, puede haber sido navegable para los buques. Zheng He, un eunuco de la corte, no tendría el privilegio en la clasificación para ordenar el más grande de estos barcos, en buen estado para navegar o no. Los barcos más grandes de la flota de Zheng He fueron buques de 2000 liao con 6 mástiles. Esto le daría porte de 500 toneladas y un tonelaje de desplazamiento de alrededor de 800 toneladas, siendo el buque más grande con fácil navegación marítima hasta su tiempo.

## El destino de los barcos del tesoro

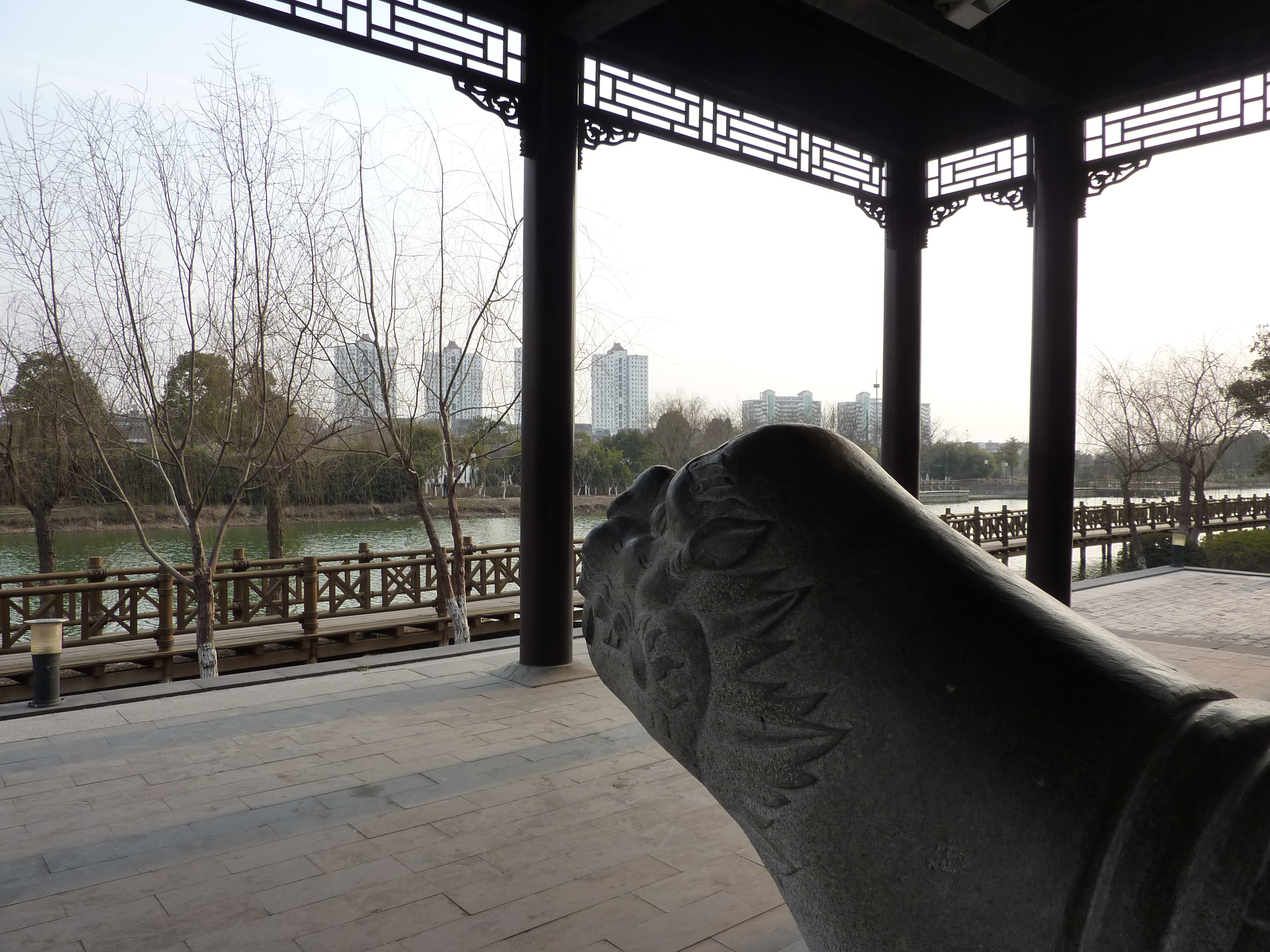
Una tortuga de piedra con vistas al antiguo cuarto estanque de trabajo del astillero Longjiang (ahora un parque), donde los barcos del tesoro se construyeron hace 600 años.

Zheng He regresó de sus viajes para encontrar un nuevo emperador, cuya corte era indiferente, incluso hostil, a la continuación de sus aventuras navales.
Después de los viajes de Zheng He, los barcos del tesoro se retiraron, y sentaron en los puertos hasta que se pudrieron. Algunos sugieren que los eruditos confucianos ordenaron que muchos de los barcos del tesoro fueran quemados, aunque la información exacta sobre su destino no se conoce.

## Réplica
La historia de los barcos del tesoro ha capturado la imaginación popular, tanto en China como en Occidente. De hecho, una réplica de 233,3 pie (71,1 m) de un barco del tesoro fue construido en Nanjing y se terminó a tiempo para los Juegos Olímpicos de 2008.

## Léase más
- Wikimedia Commons alberga una categoría multimedia sobre Barco del tesoro.
- Tradiciones y Encuentros - Una Perspectiva Global sobre el Pasado por Bentley y Ziegler.

- Cuando China Mandaba en los Mares: Las Flotas del Tesoro del Trono del Dragón por Louise Levathes

- Datos: Q702138
- Multimedia: Zheng He Fleet / Q702138